# Tollie Zellman

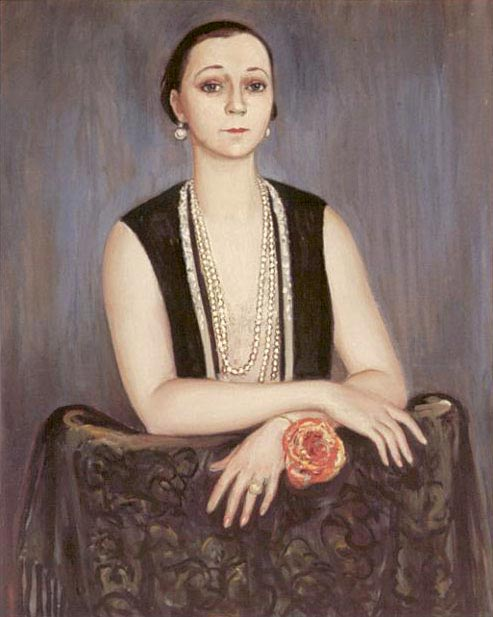
Retrato pintado por Nils Dardel en 1930

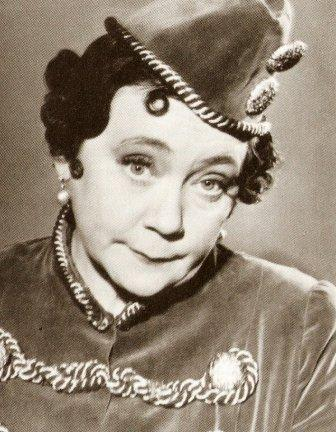
Tollie Zellman hacia 1940

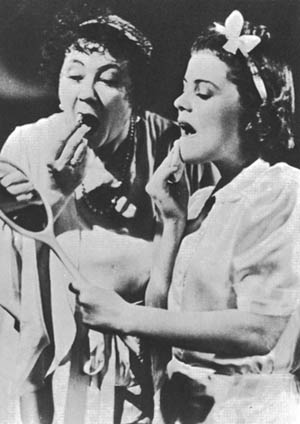
Tollie Zellman con Sickan Carlsson en I natt – eller aldrig (1941)

Tollie Zellman (31 de agosto de 1887-9 de octubre de 1964) fue una actriz y directora teatral y cinematográfica de nacionalidad sueca.

## Biografía
Su nombre completo era Berta Alice Victoria Zellman, y nació en Estocolmo, Suecia, siendo sus padres Carl Magnus Zellman y Betty Nilsson. El padre de Zellman era pintor y decorador de iglesia, y facilitó que su hija se educara en la Åhlinska skolan, a donde acudían muchas chicas de familias adineradas de Estocolmo. Más adelante cursó estudios primarios en Nyköping.
Tollie Zellman debutó en el teatro en el año 1906 encarnando a Signe en Solitar, obra representada por la compañía de Alfred Lundberg. Se hizo conocida sobre todo por sus papeles como comediante, aunque también hizo papeles de divas, vampiresas o de viejas actrices, tanto en el teatro como en el cine. 
Posteriormente actuó en el Brunnshusteatern de Helsinki, y actuó en provincias con diversas compañías teatrales, entre ellas la de Axel Engdahl en Gotemburgo. En 1910 llegó al teatro Folkan, en Estocolmo, en el cual trabajó en diferentes períodos de su vida. A lo largo de su carrera colaboró con los más importantes teatros de su país, entre ellos el Vasateatern en 1912-1914, el Intiman en 1916-1917,  y el Lorensbergsteatern de Gotemburgo en 1917-1918. Durante sus primeros años de actriz, y antes de consolidarse como intérprete de comedias, Zellman hizo papeles como actriz de carácter, en obras de August Strindberg como Kronbruden, El padre y Svarta handsken. También estudió teatro en París, y trabajó como directora en el Teatro Sueco de Helsinki en 1927-1929. Así mismo, actuó en operetas representadas en el Teatro Oscar bajo la dirección de Gustaf Wally en 1941-1947 (en ese teatro había actuado dirigida por Pauline Brunius y Gösta Ekman en 1926-1930).
Su mayor éxito, tanto en el teatro como en la radio, fue su papel como Mrs Baxter en la obra de Hubert Henry Davies Mollusken. Otras obras en las cuales destacó fueron Otrogen, representada en el Vasateatern, Hans nåds testamente (de Hjalmar Bergman), la pieza de Algot Sandberg 33.333, y Nu kommer Madame. 
Zellman actuó también en casi cincuenta producciones cinematográficas, entre ellas Karriär (1938), Jag dräpte (1943), Medan porten var stängd (1946) y Lilla Märta kommer tillbaka (1948).
Tollie Zellman falleció en 1964 en el Hospital universitario Karolinska de Estocolmo, a causa de una breve enfermedad. Tenía 77 años de edad. Sin embargo, en el programa Go'kväll se afirmó que había fallecido como consecuencia de un incendio en su domicilio. Fue enterrada en el Cementerio Norra begravningsplatsen de Estocolmo.
Había sido madre de la actriz Lill-Tollie Zellman, nacida en 1908. Durante un tiempo estuvo comprometida con el Carl Engström. Zellman se había casado el 30 de septiembre de 1916 en Oslo con el cónsul Viggo Berck (1875–1940), del cual se divorció en 1918. Ese mismo año se casó con el director Carl Holmquist (1894–1975), divorciándose la pareja el 28 de noviembre de 1923.

## Teatro

### Actriz
- 1906 : Solidar, de Selfrid Kinmansson, compañía teatral de Alfred Lundberg
- 1907 : Är det roligt att vara teaterdirektör? eller Man kan bli galen för mindre, de Frans Hodell, compañía de Carl H Engström
- 1908 : Lyckoflickan, de Edmond Audran
- 1909 : Pansarbåten Svenska glädjen, eller Phy Physon Phan, de Axel Engdahl, Kristallsalongen
- 1909 : Kronbruden, de August Strindberg, compañía de Erland Colliander
- 1909 : Svarta handsken, de August Strindberg, compañía de Erland Colliander
- 1909 : El padre, de August Strindberg, compañía de Erland Colliander
- 1910 : Skeppargatan 40, de Algot Sandberg, Folkan
- 1910 : Småstadsfolk, de Algot Sandberg, Folkan[8][9]
- 1910 : Lidingökungen, de Harald Leipziger, Folkan[10]
- 1910 : Himlen på jorden, de Julius Horst, Folkan[11]
- 1910 : Hemgiftsjägare, de Alexander Engel y Julius Horst, Folkan[12]
- 1910 : Yon Yonson, de Algot Sandberg, Folkan[13]
- 1911 : Här ska valsas, de Oscar Hemberg y Otto Hellkvist, Folkan[14]
- 1911 : Krigarliv, de Emil Norlander, escenografía de Justus Hagman, Kristallsalongen[15]
- 1911 : Gammelmors pojkar, de K.G. Ossiannilsson, Folkan[16]
- 1911 : Papageno, de Rudolf Kneissl, Folkan[17]
- 1911 : 33.333, de Algot Sandberg, Folkan[18]
- 1912 : Ostindiska kompaniet eller Vad ni vill?, de Oscar Hemberg y Otto Hellkvist, Folkan[19]
- 1912 : Kommanditbolaget Wall, Berger & C:o, de Einar Fröberg, escenografía de Knut Nyblom, Vasateatern[20]
- 1912 : 4711, de Algot Sandberg, escenografía de Knut Nyblom, Vasateatern[21][22]
- 1912 : Den nakna sanningen, de George Paston y W.B. Maxwell, Vasateatern[23]
- 1912 : Hur man vinner en man, de Rida Johnson-Young, Vasateatern[24]
- 1913 : En äkta man, de Karl Hedberg, Vasateatern[25]
- 1913 : Ett modernt äktenskap, de Raoul Auernheimer, escenografía de Knut Nyblom, Vasateatern[26]
- 1913 : Amatörtjuven, de E. W. Hornung y Eugene Presbrey, escenografía de Knut Nyblom, Vasateatern[27]
- 1914 : Affären Costa Negra, de Gustaf Janson, Vasateatern[28]
- 1914 : Kontanter, de James H. Montgomery, escenografía de Knut Nyblom, Vasateatern[29]
- 1914 : Hon – eller ingen, de Paul Gavault y Maurice Ordonneau, Vasateatern
- 1914 : Kompanjonen, de Adolph L'Arronge, escenografía de Knut Nyblom, Vasateatern[30]
- 1914 : Livet på landet, de Karl Wexel y R. Wegener, Vasateatern
- 1914 : Borgmästarinnan, de Maurice Hennequin y Pierre Veber, escenografía de Albert Ranft, Vasateatern
- 1914 : Hur man vinner en man, de Rida Johnson-Young, Vasateatern
- 1914 : Herr Dardanell och hans upptåg på landet, de August Blanche, Folkan[31]
- 1914 : Pojkarna på Storholmen, de Sigurd Wallén, Folkan[32]
- 1915 : Fröken Tralala, de Jean Gilbert, Georg Okonkowski y Leo Leipziger, Folkan[33]
- 1915 : 33.333, de Algot Sandberg, Folkan[34]
- 1915 : Silverasken, de John Galsworthy, Folkan[35]
- 1915 : Kring kvinnan, Folkan[36]
- 1915 : Kvarnen vid storgården, de Paul Hallström, Folkan[37]
- 1915 : Lika barn leka bäst, de Sigurd Wallén, Folkan[38]
- 1915 : Tattar-Ingrid, de Algot Sandberg, escenografía de Algot Sandberg, Folkan[39][40]
- 1915 : I mobiliseringstider, de Gustav von Moser, Folkan[41]
- 1915 : Skyldig eller oskyldig, de Julius Magnussen, Folkan[42]
- 1916 : Här jobbas, de Otto Hellkvist, Folkan[43]
- 1916 : En gåtfull kvinna, de Robert Reinert, escenografía de Einar Fröberg, Komediteatern[44][45]
- 1917 : Stövlett-Kathrine, de Dikken von der Lyhe Zernichow, escenografía de Einar Fröberg, Komediteatern[46][47]
- 1917 : Mästertjuven, de Tristan Bernard y Alfred Athis, escenografía de Einar Fröberg, Djurgårdsteatern[48][49]
- 1917 : Den gröna fracken, de Gaston Arman de Caillavet y Robert de Flers, escenografía de Gustaf Linden, Lorensbergsteatern[50]
- 1917 : Angele, de Otto Erich Hartleben, escenografía de Gustaf Linden, Lorensbergsteatern[51]
- 1917 : Anatol, de Arthur Schnitzler, Lorensbergsteatern[52]
- 1917 : Erik XIV, de August Strindberg, Lorensbergsteatern[53]
- 1918 : Min mans hustru, de Albert Ellsworth Thomas, compañía de Oscar Winge[54]
- 1918 : Fata Morgana, de Ernest Vajda, escenografía de Helge Wahlgren, Lorensbergsteatern
- 1918 : Fröken X, Box 1742, de Cyril Harcourt, escenografía de Albert Ståhl, Djurgårdsteatern[55]
- 1918 : Sådan är hon, de Yves Mirande y Alex Madis, escenografía de Tollie Zellman, Djurgårdsteatern
- 1918 : Skandalskolan, de Richard Brinsley Sheridan, escenografía de Einar Fröberg, Komediteatern[56]
- 1919 : Sanningen, de Clyde Fitch, escenografía de Per Lindberg, Lorensbergsteatern[57]
- 1919 : Vi spekulerar alla, de Jens Locher, escenografía de Nils Johannisson, Vasateatern
- 1919 : Man kan aldrig veta, de George Bernard Shaw, Djurgårdsteatern[58]
- 1919 : Fästmanssoffan, de Georg Nordensvan, escenografía de Albert Ståhl, Djurgårdsteatern[59]
- 1919 : Ta hand om Amelie, de Georges Feydeau, Djurgårdsteatern[60]
- 1919 : Kungen, de Emmanuel Arène, Gaston Arman de Caillavet y Robert de Flers, escenografía de Gunnar Klintberg, Svenska teatern de Estocolmo[61]
- 1919 : Skratta Pajazzo, de Salisbury Field y Margaret Mayo, escenografía de Knut Nyblom, Vasateatern[62]
- 1919 : Vi spekulera alla, de Jens Locher, escenografía de Nils Johannisson, Vasateatern[63]
- 1919 : Hertiginnans halsband, de Wolfgang Polaczek y Hugo Schönbrunn, escenografía de Knut Nyblom, Vasateatern[64]
- 1920 : Rena rama sanningen, de James H. Montgomery, escenografía de Knut Nyblom, Vasateatern[65]
- 1920 : Kvinnorövaren, de Georges Berr, escenografía de Justus Hagman, Vasateatern
- 1920 : Ska vi - eller inte?, de Jens Locher, escenografía de Knut Nyblom, Vasateatern[66][67]
- 1920 : Hotellråttan, de Marcel Gerbidon y Paul Armont, Vasateatern[68]
- 1920 : Mrs Taradines inkvartering, de F. Tennyson Jesse y Harold Marsh Harwood, escenografía de Knut Nyblom, Vasateatern[69]
- 1920 : Kärlekens fars, de Helge Krog y Olaf Bull, Vasateatern[70]
- 1921 : Borgmästarinnan, de Maurice Hennequin y Pierre Veber, escenografía de Albert Ranft, Vasateatern[71]
- 1921 : Otrogen, de Roberto Bracco, escenografía de Ernst Eklund, Blancheteatern
- 1921  Komprometterad, de Frances Nordstrom, escenografía de Nils Johannisson, Vasateatern[72]
- 1921 : Hon gav dig ögon, de Maurice Hennequin y Pierre Veber, escenografía de Knut Nyblom, Vasateatern[73]
- 1921 : Dansflugan, de Marcel Gerbidon y Paul Armont, escenografía de Knut Nyblom, Vasateatern[74]
- 1921 : Jag måste ha Adrienne, de Louis Verneuil, escenografía de Knut Nyblom, Vasateatern[75]
- 1922 : Skilsmässans villervalla, de Eugen Burg y Otto Härtling, escenografía de Knut Nyblom, Vasateatern[76]
- 1922 : Varulven, de Angelo Cana, escenografía de Knut Nyblom, Vasateatern[77]
- 1922 : Tredje skottet, de Channing Pollock, escenografía de Nils Johannisson, Vasateatern[78]
- 1922 : Nu kommer madame, de Gilda Varesi y Dolly Byrne, escenografía de Nils Arehn, Blancheteatern[79]
- 1922 : Hasard, de Alfred Savoir, escenografía de Vilhelm Bryde, gira[80]
- 1922 : Mrs Taradines inkvartering, de F. Tennyson Jesse y Harold Marsh Harwood, Helsingborgs stadsteater
- 1922 : Pigmalión, de George Bernard Shaw, Helsingborgs stadsteater
- 1922 : Mollusken, de Hubert Henry Davies, escenografía de Knut Nyblom, Vasateatern[81]
- 1923 : Det stängda paradiset, de Maurice Hennequin y Romain Coolus, escenografía de Knut Nyblom, Vasateatern[82]
- 1923 : Andra bröllopsnatten, de Maurice Hennequin, escenografía de Knut Nyblom, Vasateatern[83][84][85]
- 1923 : Bläckplumpen, de Ernest Vajda, escenografía de Knut Nyblom, Vasateatern[86][87]
- 1923 : Hasard, de Alfred Savoir, escenografía de Knut Nyblom, Vasateatern[88]
- 1923 : Jag är skyldig dig en hustru, de Yves Mirande y Henri Géroule, escenografía de Knut Nyblom, Vasateatern[89][90]
- 1923 : Sådan är hon, de Yves Mirande y Alex Madis, escenografía de Tollie Zellman, Djurgårdsteatern[91][92]
- 1924 : Borgmästarinnan, de Maurice Hennequin y Pierre Veber, escenografía de Albert Ranft, Vasateatern[93][94]
- 1924 : Trettio dagar, de Augustus Thomas, escenografía de Ragnar Widestedt, Vasateatern[95]
- 1924 : Reggies bröllop, de Edward Salisbury Field, escenografía de Ernst Eklund, Blancheteatern[96]
- 1924 : Det gick en ängel, de Jacques Bousquet y Henri Falk, escenografía de Tollie Zellman, Komediteatern[97][98]
- 1924 : Vännen Lorel, de Adrien Vély y H. R. Girardet, escenografía de Tollie Zellman, Komediteatern[99]
- 1924 : Dulcie, de George S. Kaufman y Marc Connelly, escenografía de Einar Fröberg, Komediteatern[100]
- 1924 : Dockan, de André Picard y Val André Jaeger-Schmidt, escenografía de Karin Swanström, Blancheteatern[101]
- 1925 : Min polska kusin, de Louis Verneuil, escenografía de Karin Swanström, Blancheteatern[102]
- 1925 : Fröken X, Box 1742, de Cyril Harcourt, escenografía de Rune Carlsten, Djurgårdsteatern[103]
- 1925 : Mamma, de José Germain y Paul Moncousin, escenografía de Rune Carlsten, Vasateatern[104]
- 1926 : Borgmästarinnan, de Maurice Hennequin y Pierre Veber, escenografía de Albert Ranft, Vasateatern[105]
- 1926 : De nya herrarna, de Robert de Flers y Francis de Croisset, escenografía de Gunnar Klintberg, Vasateatern[106][107][108]
- 1926 : Dollar, de Hjalmar Bergman, escenografía de John W. Brunius, Teatro Oscar[109][110]
- 1926 : Han som får örfilarna, de Leonid Andréiev, escenografía de Gösta Ekman, Teatro Oscar[111]
- 1926 : Moloch, de Erik Lindorm, escenografía de John W. Brunius, Teatro Oscar[112][113]
- 1927 : Geografi och kärlek, de Bjørnstjerne Bjørnson, escenografía de John W. Brunius, Teatro Oscar[114][115]
- 1927 : Bättre folk, de Avery Hopwood y David Gray, escenografía de Pauline Brunius, Teatro Oscar[116][117]
- 1927 : Advokaten Bolbec och hennes man, de Georges Berr y Louis Verneuil, escenografía de Pauline Brunius, Teatro Oscar[118][119]
- 1927 : Den första av herrarna, de Yves Mirande y André Mouézy-Éon, escenografía de Gösta Ekman, Teatro Oscar[120][121]
- 1927 : Nu kommer madame, de Gilda Varesi y Dolly Byrne, escenografía de Tollie Zellman, Teatro Sueco de Helsinki
- 1927 : Markisinnan, de Noël Coward, escenografía de Tollie Zellman, Teatro Sueco de Helsinki
- 1928 : Gröna hissen, de Avery Hopwood, escenografía de Gösta Ekman, Teatro Oscar[122][123]
- 1928 : Skandalskolan, de Richard Brinsley Sheridan, escenografía de Johannes Poulsen, Teatro Oscar[124][125][126]
- 1928 : En komedi på slottet, de Ferenc Molnar, escenografía de Gösta Ekman, Teatro Oscar[127][128]
- 1928 : Patrasket, de Hjalmar Bergman, escenografía de John W. Brunius, Teatro Oscar[129]
- 1928 : Hokus-Pokus, de Curt Goetz, escenografía de Gösta Ekman, Teatro Oscar[130]
- 1929 : Markisinnan, de Noël Coward, escenografía de Tollie Zellman, Åbo Svenska Teater
- 1929 : Patrasket, de Hjalmar Bergman, escenografía de Tollie Zellman, Svenska Teatern
- 1929 : Den svarta skjortan, de Herbert Grevenius, escenografía de Rune Carlsten, Teatro Oscar[131][132]
- 1929 : Dulcie, de George S. Kaufman y Marc Connelly, escenografía de Tollie Zellman, Teatro Oscar[133][134]
- 1929 : Vid 37de gatan, de Elmer Rice, escenografía de Svend Gade, Teatro Oscar[135][136]
- 1930 : Bruden, de Stuart Oliver y George M. Middleton, escenografía de Rune Carlsten, Teatro Oscar[137][138]
- 1930 : Nu kommer madame, de Gilda Varesi y Dolly Byrne, escenografía de Tollie Zellman, Lorensbergsteatern
- 1930 : Fröken X, Box 1742, de Cyril Harcourt, escenografía de Tollie Zellman, Lorensbergsteatern
- 1931 : Hans nåds testamente, de Hjalmar Bergman, escenografía de Per Lindberg, Vasateatern[139]
- 1931 : Mammas förflutna, de Paul Osborn, escenografía de Tollie Zellman, Vasateatern[140][141]
- 1932  Tidens ansikten, en femtonöresopera, de Karl Gerhard, escenografía de Axel Witzansky y Valdemar Dalquist en |Vasateatern[142][143]
- 1932 : Patrasket, de Hjalmar Bergman, escenografía de Georges Pitoeff y Stina Bergman, Vasateatern[144][145]
- 1932 : Kanske en diktare, de Ragnar Josephson, escenografía de Gösta Ekman, Vasateatern[146][147]
- 1932 : Mästerkatten i stövlarna, de Palle Rosenkrantz, escenografía de Gösta Ekman, Vasateatern[148][149]
- 1932 : Broadway, de Philip Dunning y George Abbott, escenografía de Mauritz Stiller, Vasateatern[150]
- 1932 : Adam och Evorna, de Sigurd Hoel y Helge Krog, escenografía de Gösta Ekman, Folkan[151]
- 1932 : I de bästa familjer, de Anita Hart y Maurice Braddell, escenografía de Gösta Ekman, Folkan[152]
- 1933 : Domaredansen, de Erik Lindorm, escenografía de Per-Axel Branner, Folkan[153] y Vasateatern[154]
- 1933 : En caprice, de Sil Vara, escenografía de Gösta Ekman, Vasateatern[155][156]
- 1933 : Högre skolan, de Ferenc Molnár, escenografía de Gösta Ekman, Vasateatern[157][158]
- 1933 : I de bästa familjer, de Anita Hart y Maurice Braddell, escenografía de Gösta Ekman, Vasateatern[159]
- 1933 : Mollusken, de Hubert Henry Davies, escenografía de Harry Roeck Hansen, Blancheteatern[160]
- 1933 : Gröna hissen, de Avery Hopwood, escenografía de Gösta Ekman, Lorensbergsteatern
- 1933 : Middag kl. 8, de George S. Kaufman y Edna Ferber, escenografía de Gösta Ekman, Vasateatern[161][162]
- 1933 : En kvinna med flax, de Brita von Horn, escenografía de Per-Axel Branner, Folkan[163][164]
- 1935 : Tovaritch, de Jacques Deval, escenografía de Carlo Keil-Möller, Göteborgs stadsteater[165]
- 1935 : Den Politiske Kandestøber, de Ludvig Holberg, escenografía de Knut Ström, Göteborgs stadsteater[166]
- 1935 : Tovaritch, de Jacques Deval, escenografía de Ernst Eklund, Komediteatern[167]
- 1935 : Vi måste gifta bort mamma, de Neil Grant, escenografía de Alice Eklund, Komediteatern[168]
- 1936 : Hm, sa greven, de Kar de Mumma, escenografía de Harry Roeck Hansen, Blancheteatern[169][170]
- 1937 : Min son ministern, de André Birabeau, escenografía de Martha Lundholm, Vasateatern[171][172]
- 1937 : Å, en sån dag!, de Dodie Smith, escenografía de Rune Carlsten, Dramaten[173]
- 1938 : George and Margaret, de Gerald Savory, escenografía de Edvin Adolphson, Teatro Oscar[174][175]
- 1942 : Sagan, de Hjalmar Bergman, escenografía de Per Lindberg, Konserthusteatern[176]
- 1942 : Blåjackor, de Lajos Lajtai, André Barde y Lauri Wylie, escenografía de Leif Amble-Naess, Teatro Oscar[177]
- 1942 : Mollusken, de Hubert Henry Davies, gira[178]
- 1944 : Serenad, de Staffan Tjerneld y Lajos Lajtai, escenografía de Leif Amble-Naess, Teatro Oscar[179]
- 1945 : Manina, de Nico Dostal, escenografía de Nils Johannisson, Stora Teatern[180]
- 1946 : Eskapad, de Lajos Lajtai y Staffan Tjerneld, escenografía de William Mollison, Teatro Oscar[181][182]
- 1947 : Kar de Mummas sällskapsresa, de Kar de Mumma, escenografía de Hjördis Petterson, Blancheteatern[183]
- 1947 : Jag ska låta höra av mig, de Brita von Horn, escenografía de Ellen Isefiær, Dramatikerstudion[184]
- 1949 : Söder ställer ut, de Kar de Mumma, Nils Perne y Sven Paddock, escenografía de Sven Paddock y Egon Larsson, Södra Teatern[185]
- 1950 : Chéri, de Colette, escenografía de Mimi Pollak, Dramaten
- 1952 : Madame, de Walentin Chorell, escenografía de Brita von Horn, Kammarteatern[186]
- 1952 : Fullmåne, de Hasse Ekman, escenografía de Hasse Ekman, Intiman[187]
- 1953 : Madame, de Walentin Chorell, escenografía de Brita von Horn, Kammarteatern[188]
- 1953 : Anything Goes, de P. G. Wodehouse, Guy Bolton y Cole Porter, escenografía de Georg Funkquist, Teatro Oscar
- 1953 : Hertiginnan regerar, de Eugene Scribe, escenografía de Brita von Horn, Dramatikerstudion
- 1954 : Dödsdansen II, de August Strindberg, escenografía de Per Simon Edström, Kammarteatern[189]
- 1954 : Ett glas vatten, de Eugene Scribe, escenografía de Brita von Horn, Kammarteatern[190]
- 1954 : Prins på vift, de Terence Rattigan, escenografía de Per Gerhard, Vasateatern[191]
- 1956 : Blåjackor, de Lajos Lajtai, escenografía de Albert Gaubier, Lorensbergs Cirkus[192]
- 1957 : Baronessan, de Iwo Wiklander, escenografía de Bengt Lagerkvist, Dramatikerstudion[193]
- 1958 : Baronessan, de Iwo Wiklander, escenografía de Nanny Westerlund, Apolloniateatern[194]

### Directora
- 1923 : Sådan är hon, de Yves Mirande y Alex Madis, Djurgårdsteatern
- 1924 : Det gick en ängel, de Jacques Bousquet y Henri Falk, Komediteatern
- 1924 : Vännen Lorel, de Adrien Vély y H. R. Girardet, Komediteatern
- 1929 : Markisinnan, de Noël Coward, Åbo Svenska Teater
- 1929 : Patrasket, de Hjalmar Bergman, Svenska Teatern
- 1929 : Dulcie, de George S. Kaufman y Marc Connelly, Teatro Oscar
- 1930 : Årgång 30, de Jens Locher, Teatern vid Sveavägen[195][196]
- 1931 : Mammas förflutna, de Paul Osborn, Vasateatern[197]

## Teatro radiofónico
- 1941 : John Blundqvist, de Berndt Carlberg, dirección de Carl-Otto Sandgren[198]
- 1942 : Sagan, de Hjalmar Bergman, dirección de Per Lindberg[199]
- 1943 : Mollusken, de Hubert Henry Davies, dirección de Gunnar Skoglund[200]
- 1944 : Amiralinnan, de Hilding Östlund, dirección de Gunnar Olsson[201]
- 1945 : Förstklassigt familjepensionat, de Alice Svensk[202]
- 1947 : Mollusken, de Hubert Henry Davies, dirección de Gunnar Skoglund[203]

## Filmografía
- 1906 : Lika mot lika
- 1912 : Samhällets dom
- 1912 : Kolingens galoscher
- 1912 : Bränningar eller Stulen lycka
- 1912 : Två bröder
- 1917 : För hem och härd
- 1921 : En hjulsaga eller Kärlek och tombolaspel
- 1923 : Norrtullsligan
- 1932 : Vi som går köksvägen
- 1933 : Hustru för en dag
- 1933 : Två man om en änka
- 1934 : Pettersson - Sverige
- 1934 : Anderssonskans Kalle
- 1935 : Ungdom av idag
- 1935 : Munkbrogreven
- 1936 : Min svärmor - dansösen
- 1936 : Stackars miljonärer
- 1936 : Spöket på Bragehus
- 1936 : Våran pojke
- 1936 : Kungen kommer
- 1937 : Lyckliga Vestköping
- 1937 : En flicka kommer till sta'n
- 1938 : Pengar från skyn
- 1938 : Karriär
- 1938 : Kamrater i vapenrocken
- 1938 : Herr Husassistenten
- 1939 : Cirkus
- 1939 : Filmen om Emelie Högqvist
- 1939 : Oss baroner emellan
- 1939 : Spöke till salu
- 1939 : Rena rama sanningen
- 1940 : En, men ett lejon!
- 1940 : Hjältar i gult och blått
- 1941 : Stackars Ferdinand
- 1941 : Fröken Vildkatt
- 1941 : I natt – eller aldrig
- 1941 : Söderpojkar
- 1941 : Hemtrevnad i kasern
- 1942 : En trallande jänta
- 1943 : Jag dräpte
- 1943 : Det brinner en eld
- 1944 : ... och alla dessa kvinnor
- 1944 : Hans officiella fästmö
- 1945 : Trötte Teodor
- 1945 : Blåjackor
- 1945 : Idel ädel adel
- 1946 : Medan porten var stängd
- 1948 : Lilla Märta kommer tillbaka
- 1952 : Oppåt med Gröna Hissen